# Dresdner Bank
Dresdner Bank AG was een Duitse bank. De bank was sinds 2002 een dochterbedrijf van Allianz, maar werd in 2008 aan de Commerzbank AG verkocht. Op 11 mei 2009 is Dresdner Bank officieel opgegaan in haar nieuwe eigenaar.

## Geschiedenis
Op 12 november 1872 werd een privaat bank, Bankhaus Kaskel, omgezet in een naamloze vennootschap en de naam gewijzigd in Dresdner Bank. De bank was een verzameling van kleinere financiële instellingen zoals Allgemeine Deutsche Creditanstalt, Berliner Handels-Gesellschaft, Deutsche Vereinsbank, Deutsche Effecten- und Wechselbank en Anglo-Deutsche Bank. De bank begon met 30 medewerkers in een kantoor in Dresden. De vestiging in Berlijn overvleugelde het kantoor in Dresden en werd in 1884 het feitelijke hoofdkantoor. Tot 1950 bleef het hoofdkantoor, wettelijk gezien, in Dresden. In 1895 werd de eerste buitenlandse vestiging geopend in Londen. In 1909 telde de bank 26 kantoren in Duitsland en had daarmee het grootste bankennetwerk. In 1923 telde de bank al zo’n 23.000 medewerkers.

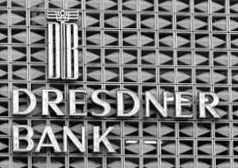
oud logo uit 1966

Na de bankencrisis van 1931 was de bank deels genationaliseerd, 66% van de aandelen was in overheidshanden en 22% was ondergebracht bij de Deutsche Golddiskontbank, een dochterbedrijf van de Reichsbank. In 1937 was de bank voldoende herstelt en de overheid verkocht de aandelen. Tijdens de Tweede Wereldoorlog werden diverse banken in bezet gebied ondergebracht bij Dresdner Bank en de bank had goede relaties met het Nazi-regime en was zelfs de huisbankier van de SS. De bank ontsloeg haar joodse werknemers, die ongeveer 5% van haar personeelsbestand uitmaakten, en was overal in het land betrokken bij de "Arisierung", de doorgaans verplichte overdracht van joods eigendom aan niet-joden. 
Na de oorlog werd het land verdeeld over de vier geallieerden. In de DDR werden de bankonderdelen van Dresdner Bank genationaliseerd, en in het westen werd de bank opgesplitst in 11 kleinere banken. Dit laatste was van korte duur en in 1952 werden de eerste banken alweer samengevoegd en op 12 april 1957 werd Dresdner Bank AG met het hoofdkantoor in Frankfurt am Main heropgericht. Hierna groeide zij snel door nieuwe kantoren in binnen- en buitenland te openen en door overnames. Na de val van de Berlijnse Muur opende het op 2 januari 1990 als eerste een kantoor in de voormalige DDR in Dresden.
In 1995 kocht het de Engelse investeringsbank Kleinwort Bensen als versterking van de eigen activiteiten op dit gebied. De activiteiten gingen verder onder de naam Dresdner Kleinwort. Na de overname van het Amerikaanse  Wasserstein Perella Group in 2000  voor 1,37 miljard dollar werd de naam opnieuw gewijzigd in Dresdner Kleinwort Wasserstein.

## Overname door Allianz
In april 2001 maakte verzekeringsbedrijf Allianz de overname van Dresdner Bank bekend. De combinatie gaat zich richten op verzekeren, bankactiviteiten en vermogensbeheer. Samen beheren zij ruim 1000 miljard euro aan vermogen. Allianz bezit al een vijfde van de aandelen in Dresdner Bank en koopt nu de rest. In totaal is met de overname 24 miljard euro gemoeid. In 2000 probeerde Dresdner nog te fuseren met de Deutsche Bank, maar deze fusiebesprekingen mislukten, evenals de daarop gehouden besprekingen met Commerzbank. Allianz wil via de 1200 bankfilialen van Dresdner verzekeringen gaan verkopen. De fusie zal nauwelijks leiden tot een verlies aan banen.
De fusie was geen succes en in 2003 leed de bank een verlies van 1,3 miljard euro. In 2004 poogde Allianz al diverse bankonderdelen te verkopen.

## Koop door Commerzbank
In 2008 wordt Dresdner in zijn geheel verkocht aan Commerzbank voor bijna 10 miljard euro. Allianz blijft grootaandeelhouder met een belang van 30% in de nieuwe combinatie. De nieuwe bank is met een balanstotaal van 1.117 miljard euro de tweede bank van Duitsland, maar met meer dan 11 miljoen klanten is zij groter dan de Deutsche Bank. Commerzbank wil na de acquisitie een jaarlijkse kostenbesparing realiseren van 1,9 miljard euro vooral door het ontslag van 9.000 van de 72.000 medewerkers. In 2008, het laatste boekjaar voor de overname door Commerzbank, leed Dresdner Bank een verlies van 6,3 miljard euro op een balanstotaal van 421 miljard euro. De bank telde 23. 295 medewerkers en 910 kantoren. De overname werd op 11 mei 2009 definitief.